# Anomis edentata
Anomis edentata är en fjärilsart som beskrevs av Walker 1857. Anomis edentata ingår i släktet Anomis och familjen nattflyn. Inga underarter finns listade i Catalogue of Life.